# Lac Gallison
Le lac Gallison (en anglais : Gallison Lake) est un lac américain dans le comté de Mariposa, en Californie. Il est situé à 3 178 mètres d'altitude au sein de la Yosemite Wilderness, dans le parc national de Yosemite.